# Embalse del Pontón Alto
El embalse del Pontón Alto está ubicado en la provincia de Segovia, comunidad autónoma de Castilla y León, España.